# Kazimierz Orzechowski (prawnik)

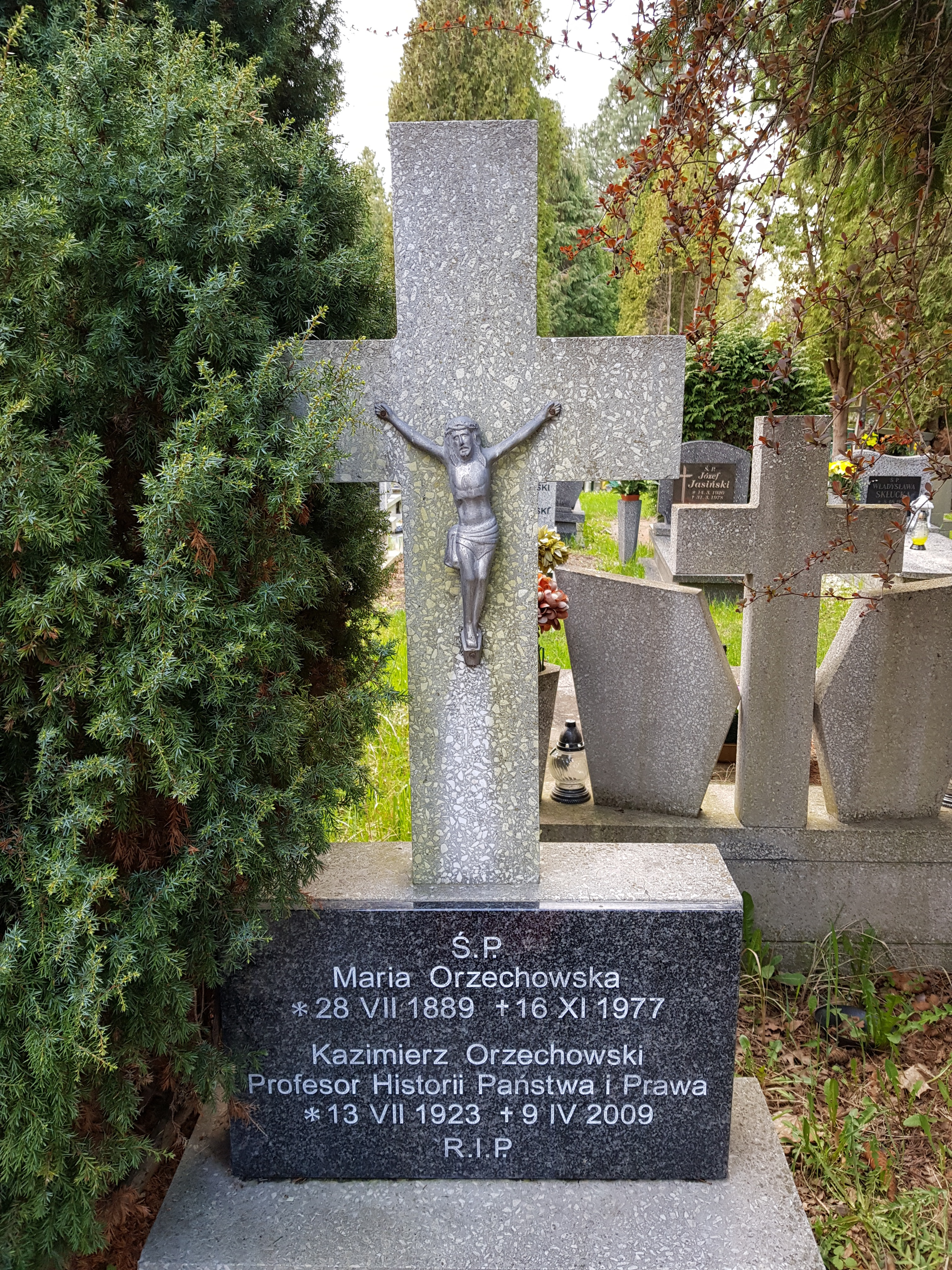
Grób prof. Kazimierza Orzechowskiego na Cmentarzu Grabiszyńskim we Wrocławiu

Kazimierz Ignacy Orzechowski (ur. 13 lipca 1923 we Lwowie, zm. 9 kwietnia 2009 we Wrocławiu) – polski historyk państwa i prawa, profesor zwyczajny, absolwent i były prorektor Uniwersytetu Wrocławskiego, poseł na Sejm PRL VIII i IX kadencji.

## Życiorys
Syn Stanisława i Marii. Studiował na tajnych kompletach we Lwowie, później na wrocławskim uniwersytecie u prof. Seweryna Wysłoucha. Studia na Wydziale Prawa Uniwersytetu Wrocławskiego ukończył w 1949, rok później obronił doktorat. Od 1957 na stanowisku docenta, od 1962 profesor nadzwyczajny, a od 1976 – profesor zwyczajny.
Od 1957 do 1979 pracował w Katedrze Historii Polski Wyższej Szkoły Pedagogicznej w Opolu. W latach 1958–1960 prodziekan, a następnie do 1962 dziekan Wydziału Prawa i Administracji UWr. W latach 1962–1965 był prorektorem do spraw nauczania Uniwersytetu Wrocławskiego. Od 1968 do 1969 był kierownikiem Katedry Historii Ustroju i Prawa Polskiego, a następnie (do 1993) Instytutu Historii Państwa i Prawa. W latach 1980–1989 był posłem na Sejm PRL VIII i IX kadencji (w obu kadencjach bezpartyjny, w kole Chrześcijańskiego Stowarzyszenia Społecznego).
Członek honorowy Polskiego Towarzystwa Historycznego; członek Polskiej Akademii Umiejętności, Wrocławskiego Towarzystwa Naukowego, Instytutu Zachodniego, Instytutu Śląskiego, Towarzystwa Przyjaciół Nauk w Opolu, a także m.in. Komitetu Nauk Prawnych Polskiej Akademii Nauk.
W zakresie zainteresowań naukowych prof. Kazimierza Orzechowskiego leżały m.in. zagadnienia z dziedziny historii gospodarczej u schyłku feudalizmu oraz ustroju Śląska.
Pochowany na Cmentarzu Grabiszyńskim.

## Odznaczenia
- Krzyż Kawalerski Orderu Odrodzenia Polski
- Złoty Krzyż Zasługi

## Publikacje
- Historia Ustroju Śląska, Wrocław 2005
- Podatek szacunkowy na tle systemu daninowego dawnego Śląska 1527–1740. Studium historycznoprawne, Wroclaw 1999
- Indykcja dominiów, poddanych i miast Śląska według „Pierwszej rewizji” z 1726 roku. Materiały do statystyczno-geograficznego opisu Śląska z pierwszej połowy XVIII wieku, Wrocław 1995
- Rachunki śląskich stanów (1527–1741). Studium źródłoznawcze, Wrocław 1994
- Właściciele budynków we Wrocławiu w latach 1671 i 1726. Rejestry indykcji podatku szacunkowego budynków we Wrocławiu z lat 1628, 1671, 1726, Wrocław 1993
- Katastry śląskiego podatku szacunkowego (1527–1740), Wrocław 1992
- Relacje deputatów miasta Jawora z lat 1669–1685, Wrocław 1991
- Ogólnośląskie zgromadzenia stanowe, Warszawa–Wrocław 1979
- Chłopskie posiadanie ziemi na Górnym Śląsku u schyłku epoki feudalizmu. Posiadanie lassyckie, 1959[3].